# 다켄트루루스
다켄트루루스(Dacentrurus)는 중생대 쥐라기 후기에 살았던 4족보행의 초식공룡이다. 조반목-장순아목-스테고사우루스과에 속한다. 학명은 "끝이 뾰족한 꼬리"라는 의미를 갖고 있다. 앞다리가 긴 것 등, 초기 검룡류의 특징을 그대로 가지고 있다. 가시모양의 돌기가 2열로 돋아 있다. 화석은 영국, 프랑스, 포르투갈 등에서 발견되었다.